# 도사국

도사 국

도사국(土佐国 도사노쿠니[*])은 일본 난카이도에 있던 옛 구니이다. 현재의 고치현(高知県 고치켄[*])에 해당한다. 도슈(土州)라고도 한다.

## 군
- 아키군(安藝郡)
- 가미 군 (고치 현)(일본어판)(香美郡)
- 나가오카군(長岡郡)
- 도사군(土佐郡)
메이지 22년(1889년), 고치(高知)에 시제(市制)가 시행되어 도사 군에서 분리되어 고치시 설치.
- 아가와군(吾川郡)
- 다카오카군(高岡郡)
841년, 아가와 군 8향 중 4향을 분리하여 설치.
- 하타군(幡多郡)